# Cabrillo National Monument

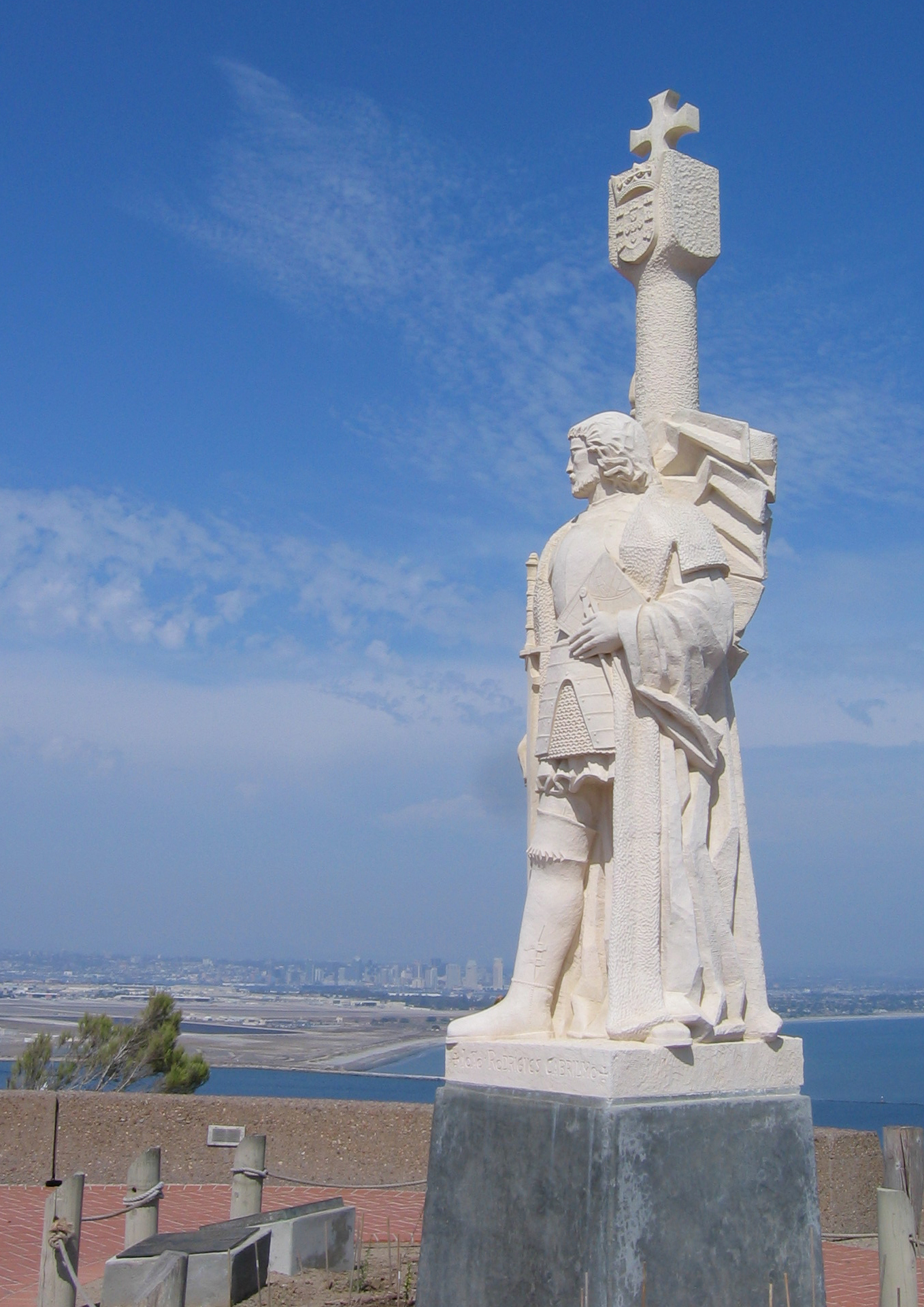
Het standbeeld van Juan Rodríguez Cabrillo werd ontworpen en uitgehouwen door Alvaro de Bree.

Het Cabrillo National Monument is een Amerikaans nationaal monument en park in de Californische stad San Diego. Het monument werd opgericht om de landing van de Portugese ontdekkingsreiziger Juan Rodríguez Cabrillo op 28 september 1542 in de Baai van San Diego te herdenken. Dat was de eerste keer dat een Europeaan de huidige westkust van de Verenigde Staten betrad. 
President Woodrow Wilson zette in 1913 zo'n 2000 m² land op het zuidelijke uiteinde van het Point Loma-schiereiland opzij om er een heroïsch standbeeld te laten oprichten. Uiteindelijk duurde het tot 1939 eer er een standbeeld werd geplaatst. Het beeld van Juan Rodríguez Cabrillo is gemaakt van kalksteen, weegt 6400 kg en is 4,3 meter hoog. Bij het monument hoort ook een museum over Cabrillo's expeditie.

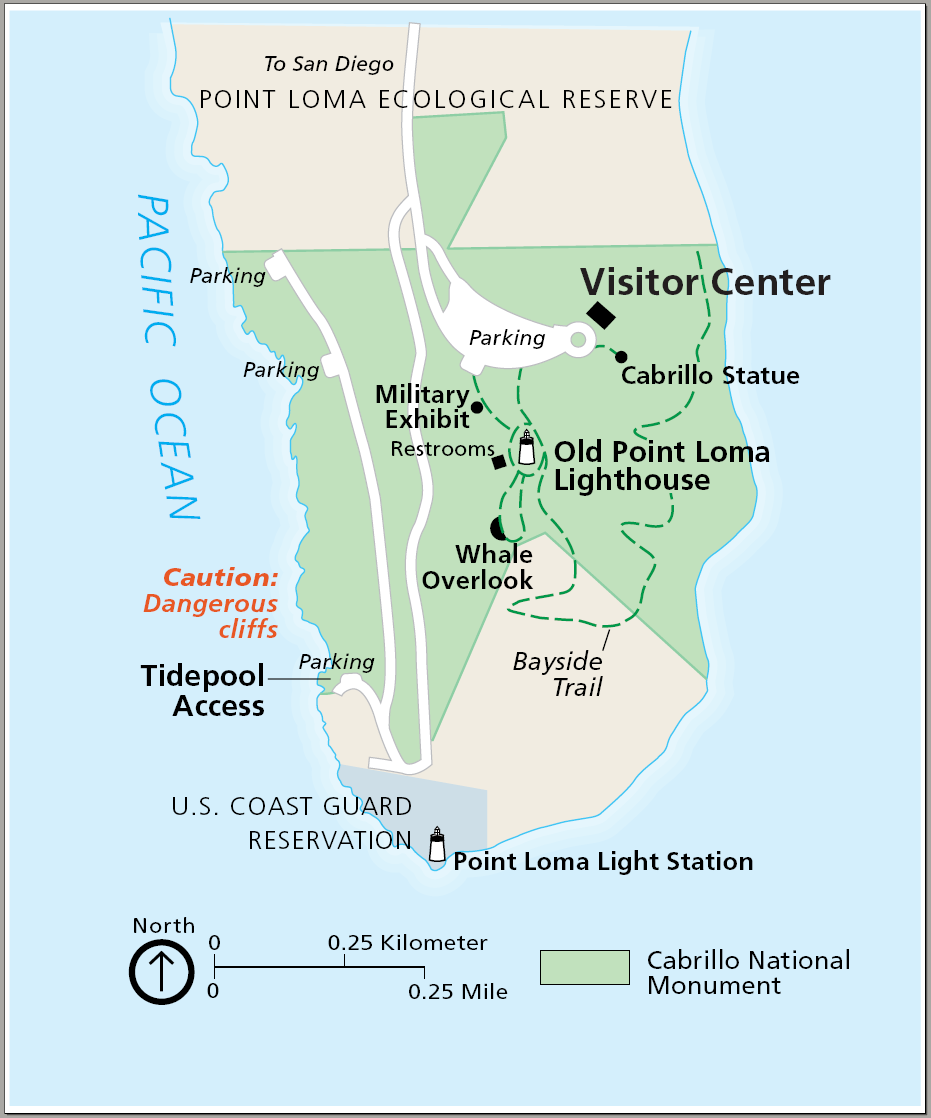
Kaart van het nationaal monument.

Het hoogste punt in het park is het Old Point Loma Lighthouse. Het New Point Loma Lighthouse, dat verder zuidwaarts en dichter bij het water werd gebouwd, ligt in feite niet binnen het park.
Vanop het schiereiland heeft men een panoramisch zicht over de haven en skyline van San Diego, alsook van Coronado en Naval Air Station North Island. Op heldere dagen kan men ook Tijuana en de Mexicaanse Coronado-eilanden zien.